# Lestes tikalus
Lestes tikalus – gatunek ważki z rodziny pałątkowatych (Lestidae). Występuje w Meksyku i Ameryce Centralnej. W 2024 roku Garrison i von Ellenrieder zsynonimizowali ten takson z Lestes scalaris.